# Roman biografic
Romanul biografic este un gen de roman care oferă o relatare fictivă a vieții unei persoane contemporane sau istorice. Acest gen de roman se concentrează pe experiențele pe care le-a avut o persoană în timpul vieții sale, pe oamenii pe care i-a cunoscut și pe întâmplările care au avut loc. Ca și alte forme de ficțiune biografică, detaliile sunt adesea prelucrate sau reimaginate pentru a satisface nevoile artistice ale genului fictiv, romanul. Aceste biografii reimaginate sunt uneori numite romane semibiografice, pentru a distinge relativitatea istoricității operei de alte romane biografice. 
Unele romane biografice prezintă doar o asemănare superficială cu romanele istorice sau introduc elemente ale altor genuri care înlocuiesc reîncărcarea narațiunii istorice. Ficțiunea biografică se încadrează adesea și în genurile ficțiunii istorice sau ale ucroniei.   
Romanele biografice sunt adesea fundamentul ecranizărilor în genul filmului biografic.   

## Romane biografice notabile
- Agonie și extaz (1961) de Irving Stone - despre Michelangelo
- Luna și doi bani jumate (1919) de W Somerset Maugham - despre Paul Gauguin
- Răzbunătorul - Legenda lui Hugh Glass (2002) de Michael Punke - despre Hugh Glass